# Kiso 5639
Kiso 5639 (nota anche come LEDA 36252 o KUG 1138+327) è una galassia nana irregolare situata nella costellazione dell'Orsa Maggiore alla distanza di circa 85 milioni di anni luce dalla Terra.
Ha una forma allungata ed appiattita, con un diametro massimo che si estende per circa 2.700 anni luce. Ad una estremità si rileva un'intensa concentrazione di stelle rispetto al resto della galassia, tale da farle assumere una morfologia che ricorda quella di un girino. Questa area di elevata intensità è determinata dalla presenza di abbondanti concentrazioni di gas di idrogeno e di una intensa attività di formazione stellare. Le nuove stelle sono distribuite in una decina di gruppi ed hanno una massa corrispondente a circa un milione di masse solari. A questa intensa attività corrisponde anche la presenza di aree in cui la materia è rarefatta, che si sono formate probabilmente a seguito di esplosioni di supernovae. Si ritiene che lo starburst sia iniziato circa un milione di anni fa a seguito dell'incontro di Kiso 5639 con un filamento di gas intergalattico. Deboli aree di formazione stellare sono presenti nelle altre parti della galassia, con elementi stellari di età variabile da diversi milioni ad alcuni miliardi di anni. 
Questi dati sono stati raccolti dalle osservazioni effettuate mediante il Telescopio spaziale Hubble nel corso del 2015 ed in corso di pubblicazione su Astrophysical Journal.